# Пляж Дурреса
Пляж Дурреса (алб. Plazhi i Durrësit) — самый большой и посещаемый песочный пляж в Албании. Он тянется вдоль набережной города Дуррес и имеет длину около 10,5 километров. Несколько известных отелей выходят окнами на пляж, например, отель Adriatik.
Это место пользуется популярностью у людей из Албании, Косово и Северной Македонии. Это также популярное летом место для жителей Тираны и Дурреса. Предположительное количество туристов в год составляет около 600 000, большинство из которых посещают пляж в летний период.